# سنجاي كومار (رجل أعمال)
سنجاي كومار (بالإنجليزية: Sanjay Kumar)‏ هو شخصية أعمال هندي، ولد في 1962.

## وصلات خارجية
- سنجاي كومار على موقع إن إن دي بي (الإنجليزية)